# Bitplan

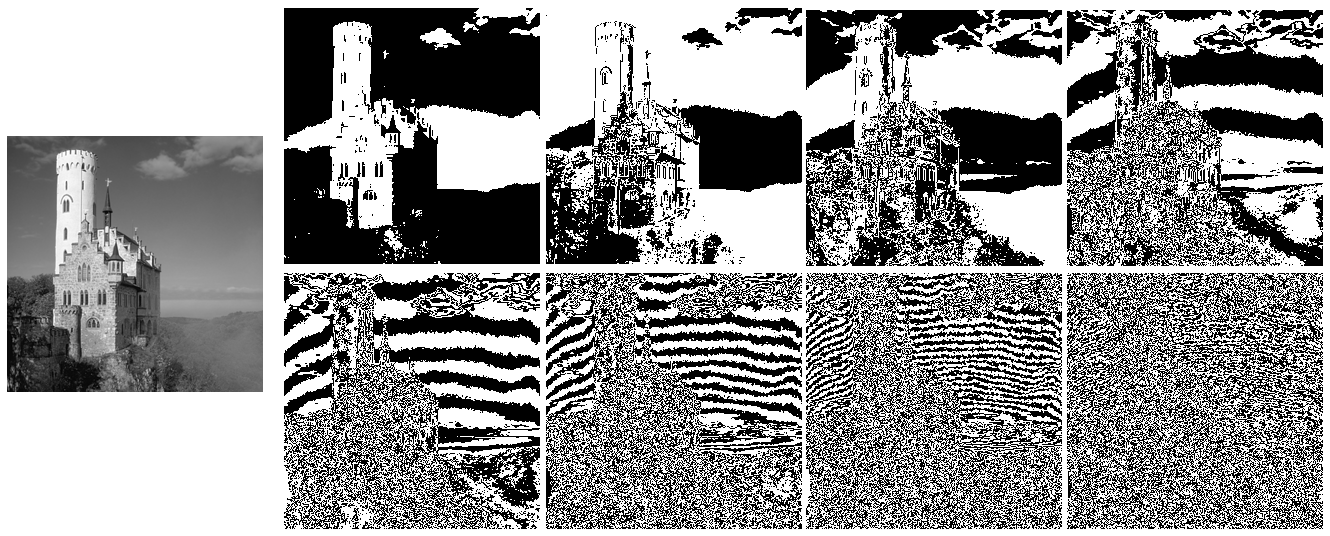
Obraz w skali szarości (po lewej) i 8 odpowiadających mu bitplanów, od pierwszego do ósmego (po prawej)

Bitplan – prostokątny obszar o określonym rozmiarze, składający się z pól bitowych tworzących mapę bitową. Każdy obraz składa się z co najmniej jednego bitplanu; z im większej liczby bitplanów składa się obraz, tym większą reprezentuje głębię koloru. Pojęcie „bitplane” jest czasem używane jako synonim bitmapy, jednak z technicznego punktu widzenia pierwsze pojęcie odnosi się do lokalizacji danych w pamięci, a drugie do samych danych.
Przykładowo, obraz z 8-bitowym kolorem jest tworzony przez 8 bitplanów – pierwszy bitplan składa się z najbardziej znaczących bitów, a 8. z najmniej znaczących bitów kolorów poszczególnych pikseli tego obrazu. Jeśli obraz jest {\displaystyle m}-bitowy, a bit {\displaystyle n}-tego bitplanu jest ustawiony na 1, to reprezentuje on w obrazie wartość {\displaystyle 2^{(m-n)}.} Przykładowo piksel obrazu 8-bitowego ma kolor o wartości 166, czyli binarnie 10100110, wtedy odpowiadające mu bity w poszczególnych bitplanach będą następujące:
| Numer bitplanu | Wartość bitu | Wartość udziału w kolorze piksela | Wartość sumaryczna |
| -------------- | ------------ | --------------------------------- | ------------------ |
| 1.             | 1            | 1 × 27 = 128                      | 128                |
| 2.             | 0            | 0 × 26 = 0                        | 128                |
| 3.             | 1            | 1 × 25 = 32                       | 160                |
| 4.             | 0            | 0 × 24 = 0                        | 160                |
| 5.             | 0            | 0 × 23 = 0                        | 160                |
| 6.             | 1            | 1 × 22 = 4                        | 164                |
| 7.             | 1            | 1 × 21 = 2                        | 166                |
| 8.             | 0            | 0 × 20 = 0                        | 166                |
Bitplan był podstawowym elementem grafiki w komputerach Amiga.